# Danny, a fantom
Danny Phantom, magyar címén Danny, a fantom, amerikai animált sorozat, amit Butch Hartman készített, és a Billionfold Studios gyártott a Nickelodeon számára. A rajzfilm egy 14 éves, félig ember, félig szellem fiúról szól, aki megmenti városát és a világot a szellemek támadásaitól, miközben ügyelni kell arra, hogy kilétét titokban tartsa.

## Kezdetek
A Danny Phantom című rajzfilmet Butch Hartman találta ki 2001 februárjában, a Nickelodeon kérésére. A tv-csatorna egy új sorozatot kívánt "egy fiú akcióshow-ja" címszóval.
Stephen Silver-t, Bob Boyle-t, és Shannon Tendall-t bérelték fel, mint főszerkesztőket. Az első két évad szerkesztője Steve Marmel maradt. A zenét Guy Moon írta. A rajzfilm főcímdalának első felütését a Queen "The Invisible Man" dala inspirálta, amit kétszer is átírt a vezetőség kérésére, hogy a szuperhős képességének származását meg tudja magyarázni.
Butch Hartman a rajzfilmjét kicsit Buffy, a vámpírok réme című sorozathoz és a Szellemirtókhoz hasonlítja.
Az Egyesült Államokban 2004. április 3-án volt az első évad premierje. A második évadot 2005. június 24-én, a harmadikat és utolsót pedig 2006. október 6-án sugározták az amerikai TV-ben.

## Előzmény
A történet közepében a 14 éves Danny Fenton élete és kalandjai állnak, aki népszerűtlen, de kedves és a Casper High School-ba jár. Bogaras, szellemvadász szüleivel - Maddie és Jack, és a 16 éves, basáskodó Nővérével, Jazz-zel él együtt.
Danny legjobb barátai, Sam és Tucker hatására bemerészkedett szülei portáljába, ahol véletlenül megnyomott egy gombot, és a DNS-e ektoplazmával keveredett vagyis átalakult. Így változott át egy félig szellemmé, s magát "Danny Phantom"-nak nevezi. Szellem alakjában különös képességekkel bír: tud repülni, láthatatlanná vagy megfoghatatlanná válik, embereket is meg tud szállni, ektoplazmát tud lőni. Eleinte nem tudta használni különös erőit, de idővel megtanulta használni őket, és hamar rájött, hogy megvédheti velük városát, Amity Park-ot.
Már az első epizódban szuperhőssé válik, és újabbnál újabb szellemekkel fog összeütközni, de jó néhányuk többször is feltűnik későbbi epizódokban is.
Legjobb barátai, a számítástechnikát és húst imádó Tucker Foley, és a goth és vegás Samantha Manson támogatják és segítik Dannyt a szellemvadászatban.
A különböző szellemeken kívül vannak más, fontosabb ellenségek is Dannynek, ilyen a bosszúszomjas szellemvadász Valerie Gray, és a másik félig szellem ember, Vlad Masters/Plasmius, és persze Jack és Maddie Fenton is kisebb fenyegetést jelentenek számára.
Danny próbálja kilétét eltitkolni az osztálytársai, tanárai és családja elől.

## Szereplők
- Daniel William "Danny" Fenton / Danny Phantom - A sorozat főszereplője, egy 14 éves fiú aki egy véletlen folyamán félig ember, félig szellemmé változott, és a szellem képességeivel megmenti a várost a gonoszoktól, közben próbálja kilétét eltitkolni a szülei és az iskola elől.
- Samantha "Sam" Manson - Danny legjobb barátja (későbbiekbe a barátnője lesz), egy 14 éves gót lány, illetve vegetáriánus.
- Tucker Foley - Danny legjobb barátja, egy 14 éves stréber aki nagyon ért a számitógépekhez és Sam-el ellentétbe szereti a húst.
- Jasmine "Jazz" Fenton - Danny 16 éves túlféltő nővére, közte és Danny között "anya-fia" a viszonyuk, egészen adíg míg megtudja Danny titkát, de nem mondja meg neki, inkább megvárja hogy Danny magától árulja el neki mikor készen áll rá.
- Jack és Madeline "Maddie" Fenton - Danny és Jazz szülei, szellemvadászok.
- Vlad Masters / Vlad Plasmius - Danny esküdt ellensége, Jack és Maddie egykori egyetemi-társa.

## Szinkronhangok
| Szereplők                    | Eredeti hangok         | Magyar hangok       |
| ---------------------------- | ---------------------- | ------------------- |
| Danny Fenton / Danny Phantom | David Kaufman          | Hamvas Dániel       |
| Sam Manson                   | Grey DeLisle           | Simonyi Piroska     |
| Tucker Foley                 | Rickey D'Shon Collins  | Pintér Gábor Attila |
| Jazz Fenton                  | Colleen O'Shaughnessey | Molnár Ilona        |
| Jack Fenton                  | Rob Paulsen            | Sótonyi Gábor       |
| Maddie Fenton                | Kath Soucie            | Orosz Helga         |
| Vlad Masters / Vlad Plasmius | Martin Mull            | Fekete Zoltán       |

- További magyar hangok: Kárpáti Levente, Magyar Bálint, F. Nagy Erika, Kiss Virág

## Évadok

### 1. évad
| #   | #   | Eredeti cím                      | Magyar cím                    | Eredeti premier      | Magyar premier a -on |
| --- | --- | -------------------------------- | ----------------------------- | -------------------- | -------------------- |
| 1.  | 1.  | Mystery Meat                     | Hús? Huss!                    | 2004. április 3.     | TBA                  |
| 2.  | 2.  | One of a Kind                    | Páratlan darab                | 2004. április 9.     | TBA                  |
| 3.  | 3.  | Parental Bonding                 | Baráti kötelék                | 2004. április 9.     | TBA                  |
| 4.  | 4.  | Attack of the Killer Garage Sale | A gyilkos zsibvásár támadása  | 2004. április 16.    | TBA                  |
| 5.  | 5.  | Splitting Images                 | A tükör                       | 2004. április 23.    | TBA                  |
| 6.  | 6.  | What you want                    | Mit kívánsz                   | 2004. április 30.    | TBA                  |
| 7.  | 7.  | Bitter Reunions                  | Keserű találkozó              | 2004. május 7.       | TBA                  |
| 8.  | 8.  | Prisoners of Love                | A szerelem rabjai             | 2004. május 14.      | TBA                  |
| 9.  | 9.  | My Brothers Keeper               | Az öcsém titka                | 2004. június 18.     | TBA                  |
| 10. | 10. | Shades of Gray                   | Baljós árnyak                 | 2004. szeptember 24. | TBA                  |
| 11. | 11. | Fanning the Flames               | Fellángoló rajongás           | 2004. október 8.     | TBA                  |
| 12. | 12. | Teacher of the Year              | Az év tanára                  | 2004. október 15.    | TBA                  |
| 13. | 13. | 13                               | 13                            | 2004. november 5.    | TBA                  |
| 14. | 14. | Public Enemies                   | Közellenség                   | 2005. február 4.     | TBA                  |
| 15. | 15. | Fright Night                     | Rémületes éjszaka             | 2004. október 29.    | TBA                  |
| 16. | 16. | Maternal Instinct                | Anyai ösztön                  | 2005. február 18.    | TBA                  |
| 17. | 17. | Lucky in Love                    | Szerencsés a szerelemben      | 2005. február 11.    | TBA                  |
| 18. | 18. | Life Lessons                     | Az élet iskolája              | 2005. február 25.    | TBA                  |
| 19. | 19. | The Million Dollar Ghost         | Az egymillió dolláros szellem | 2005. június 3.      | TBA                  |
| 20. | 20. | Control Freaks                   | Az ördögi porondmester        | 2005. június 17.     | TBA                  |

### 2. évad
| #   | #   | Eredeti cím                 | Magyar cím                 | Eredeti premier      | Magyar premier a -on |
| --- | --- | --------------------------- | -------------------------- | -------------------- | -------------------- |
| 21. | 1.  | Memory Blank                | Emlékezet-kiesés           | 2005. június 24.     | TBA                  |
| 22. | 2.  | Doctor`s Disorders          | Orvosi rendellenesség      | 2005. július 15.     | TBA                  |
| 23. | 3.  | Pirate Radio                | Kalózrádió                 | 2005. július 22.     | TBA                  |
| 24. | 4.  | Reign Storm                 | Hatalmi harc               | 2005. július 29.     | TBA                  |
| 25. | 5.  | Reign Storm                 | Hatalmi harc               | 2005. július 29.     | TBA                  |
| 26. | 6.  | Identity Crisis             | Identitászavar             | 2005. szeptember 23. | TBA                  |
| 27. | 7.  | The Fenton Menace           | Fenton veszély             | 2005. október 7.     | TBA                  |
| 28. | 8.  | The Ultimate Enemy          | A főellenség               | 2005. szeptember 16. | TBA                  |
| 29. | 9.  | The Ultimate Enemy          | A főellenség               | 2005. szeptember 16. | TBA                  |
| 30. | 10. | The Fright Before Christmas | Karácsony előtti borzongás | 2005. december 6.    | TBA                  |
| 31. | 11. | Secret Weapons              | Titkos fegyver             | 2005. december 9.    | TBA                  |
| 32. | 12. | Flirting with Disaster      | Randevú a katasztrófával   | 2006. január 13.     | TBA                  |
| 33. | 13. | Micro Management            | Apróságok                  | 2006. január 27.     | TBA                  |
| 34. | 14. | Beauty Marked               | Ördögi középkor            | 2006. február 24.    | TBA                  |
| 35. | 15. | King Tuck                   | Tuck király                | 2006. március 17.    | TBA                  |
| 36. | 16. | Master Of All Time          | Minden idők ura            | 2006. március 24.    | TBA                  |
| 37. | 17. | Reality Trip                | Valóságutazás              | 2006. június 9.      | TBA                  |
| 38. | 18. | Reality Trip                | Valóságutazás              | 2006. június 9.      | TBA                  |
| 39. | 19. | Double Cross My Heart       | Összetörted a szívem       | 2006. május 5.       | TBA                  |
| 40. | 20. | Kindred Spirits             | Rokonlelkek                | 2006. április 7.     | TBA                  |

### 3. évad
| #   | #   | Eredeti cím       | Magyar cím              | Eredeti premier     | Magyar premier a -on |
| --- | --- | ----------------- | ----------------------- | ------------------- | -------------------- |
| 41. | 1.  | Eye for an Eye    | Szemet szemért          | 2007. augusztus 20. | TBA                  |
| 42. | 2.  | Infinite Realms   | Világok sokasága        | 2007. július 9.     | TBA                  |
| 43. | 3.  | Girls' Night Out  | Belépés csak csajoknak! | 2007. július 10.    | TBA                  |
| 44. | 4.  | Torrent of Terror | A rém uralma            | 2007. július 11.    | TBA                  |
| 45. | 5.  | Forever Phantom   | Az átváltozó mester     | 2007. július 12.    | TBA                  |
| 46. | 6.  | Urban Jungle      | A dzsungel hatalma      | 2006. október 9.    | TBA                  |
| 47. | 7.  | Livin' Large      | Fehér zsaruk            | 2007. július 13.    | TBA                  |
| 48. | 8.  | Boxed Up Fury     | A doboz szellem         | 2007. július 21.    | TBA                  |
| 49. | 9.  | Frightmare        | Rémálom                 | 2007. augusztus 22. | TBA                  |
| 50. | 10. | Claw of the Wild  | A vadon szava           | 2007. augusztus 23. | TBA                  |
| 51. | 11. | D-Stabilized      | TBA                     | 2007. augusztus 24. | TBA                  |
| 52. | 12. | Phantom Planet    | TBA                     | 2007. augusztus 24. | TBA                  |
| 53. | 13. | Phantom Planet    | TBA                     | 2007. augusztus 24. | TBA                  |

### Rövidfilm
| #  | #  | Eredeti cím            | Magyar cím | Eredeti premier   | Magyar premier a -on |
| -- | -- | ---------------------- | ---------- | ----------------- | -------------------- |
| 1. | 1. | The Fairly Odd Phantom | TBA        | 2017. február 21. | TBA                  |